# Caballos en paisaje
Caballos en paisaje es una acuarela con lápiz sobre papel del pintor del expresionista alemán Franz Marc. Probablemente sea un estudio para la pintura Los grandes caballos azules, que se pensó que se había perdido. La imagen se hizo conocida en todo el mundo a través de la prensa escrita y la televisión, con motivo del descubrimiento de la colección Gurlitt (hallazgo de arte de Schwabing) en noviembre de 2013. Ésta fue una de las primeras once obras mostradas en una conferencia de prensa por la oficina del fiscal de Augsburgo. La obra de pequeño formato mide 12,1 por 19,6 cm.

## Descripción
Los tres caballos del estudio, pintados de lado o por detrás, tienen tonos marrón azulados. Están parados con la cabeza inclinada hacia la izquierda frente a un paisaje montañoso que está abovedado por un cielo con nubes blancas. Los contornos de los caballos reflejan las montañas. Los dos troncos de árboles blancos sin nudos en el primer plano y el fondo, que parecen una diagonal, son llamativos. El tronco delantero es tocado por el caballo en primer plano. La acuarela está hecha sobre papel marrón, sus bordes aparecen irregulares en el suelo. Está firmado en el borde izquierdo de la imagen sin especificar el año.

## Variación

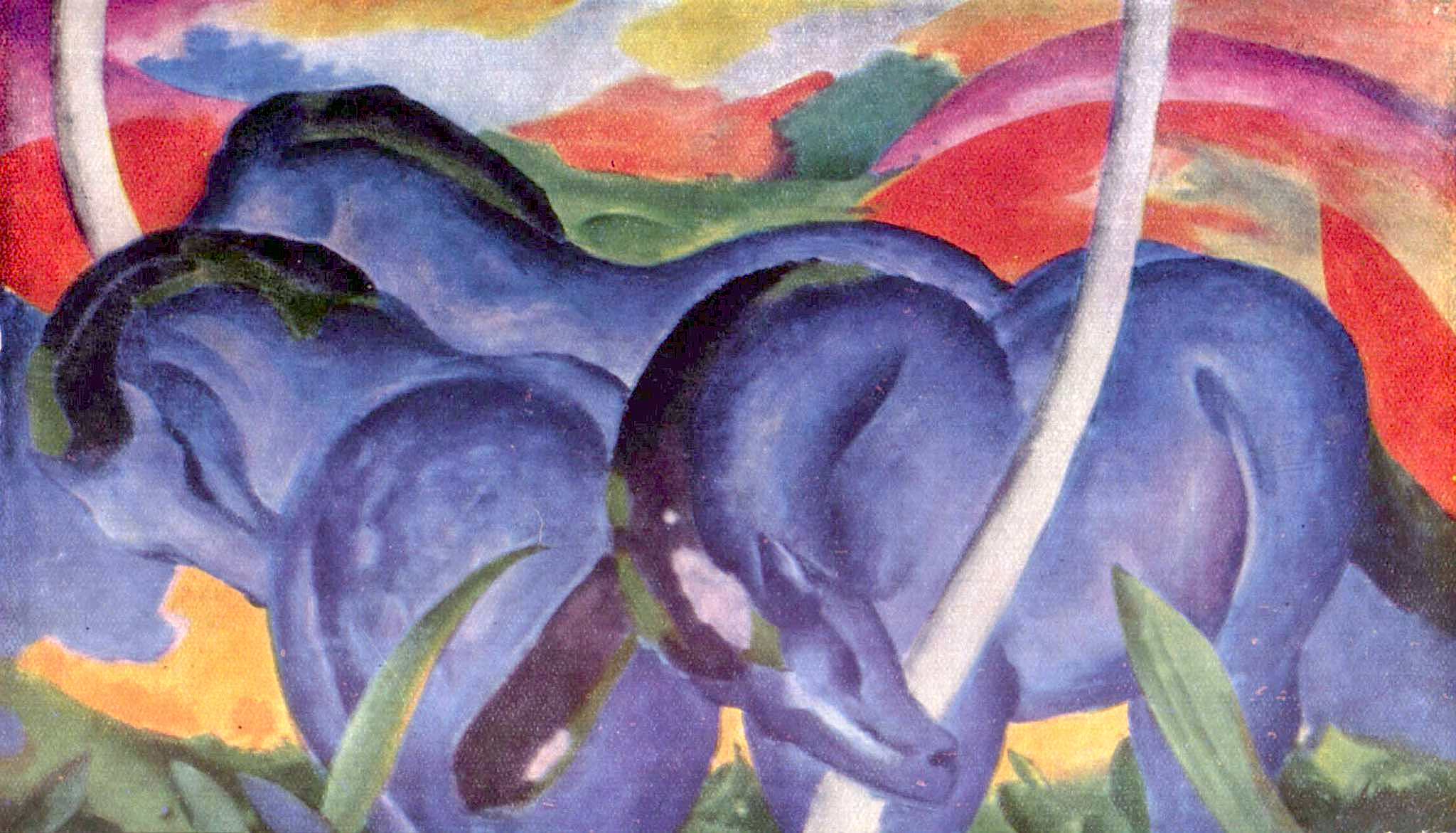
The Big Blue Horses de 1911 en la colección del Centro de Arte Walker de Minneapolis

La famosa obra de Marc del mismo año, Die großen blauen Pferde, que fue creada después del estudio en óleo sobre lienzo, tiene las dimensiones 106 × 181 cm y muestra el mismo motivo, solo que los colores han cambiado significativamente. Los cuerpos del caballo se mantienen en un azul fuerte, el paisaje y el cielo tienen tonos rojos y morados que no corresponden a la realidad. Las pinturas Blaues Pferd I y Blaues Pferd II también fueron creadas en 1911. En todas las imágenes de caballos de esta época, Marc cambia el azul de un "color de apariencia" a un "color esencial". El color azul representaba el principio masculino en su propia teoría del color. Con la imagen de los animales encontró un símbolo de una "espiritualización del mundo". Como la flor azul del romanticismo, los caballos azules expresan la búsqueda de la redención de la gravedad terrenal y la esclavitud material. En 1913 crea el cuadro La torre de los caballos azules, nuevamente con caballos azules como motivo, cuyo paradero se desconoce desde 1945.

## Procedencia
El día 5 En noviembre de 2013, en una conferencia de prensa televisada sobre el hallazgo de arte de Schwabing, la historiadora del arte Meike Hoffmann mostró Dos jinetes en la playa de Max Liebermann y otros nueve ejemplos, el estudio faltante sobre los grandes caballos azules de 1911 titulado Paisaje con caballos. Como los demás ejemplos mostrados, procede de la colección del marchante de arte Hildebrand Gurlitt, heredada por su hijo Cornelius Gurlitt. La fiscalía de Augsburgo, encabezada por Reinhard Nemetz, confiscó su colección en febrero de 2012. El caso fue cubierto en un informe en la revista Focus fechada en enero. En noviembre de 2013 fue anunciado públicamente.
El antiguo propietario de la obra hasta 1937 fue el Museo de Arte e Industria de Moritzburg en Halle (Sajonia-Anhalt), el cual fue adquirido por su director Max Sauerlandt en 1914. Un antiguo empleado del museo distinguió el especial trabajo del color, que hasta entonces solo se había documentado en blanco y negro. La obra expresionista fue considerada "degenerada" en la Alemania nacionalsocialista, y fue retirada del museo por confiscación y pasó a manos de Hildebrand Gurlitt. El museo de Moritzburg está realizando esfuerzos para lograr la devolución del cuadro a su colección.